# Gmelin

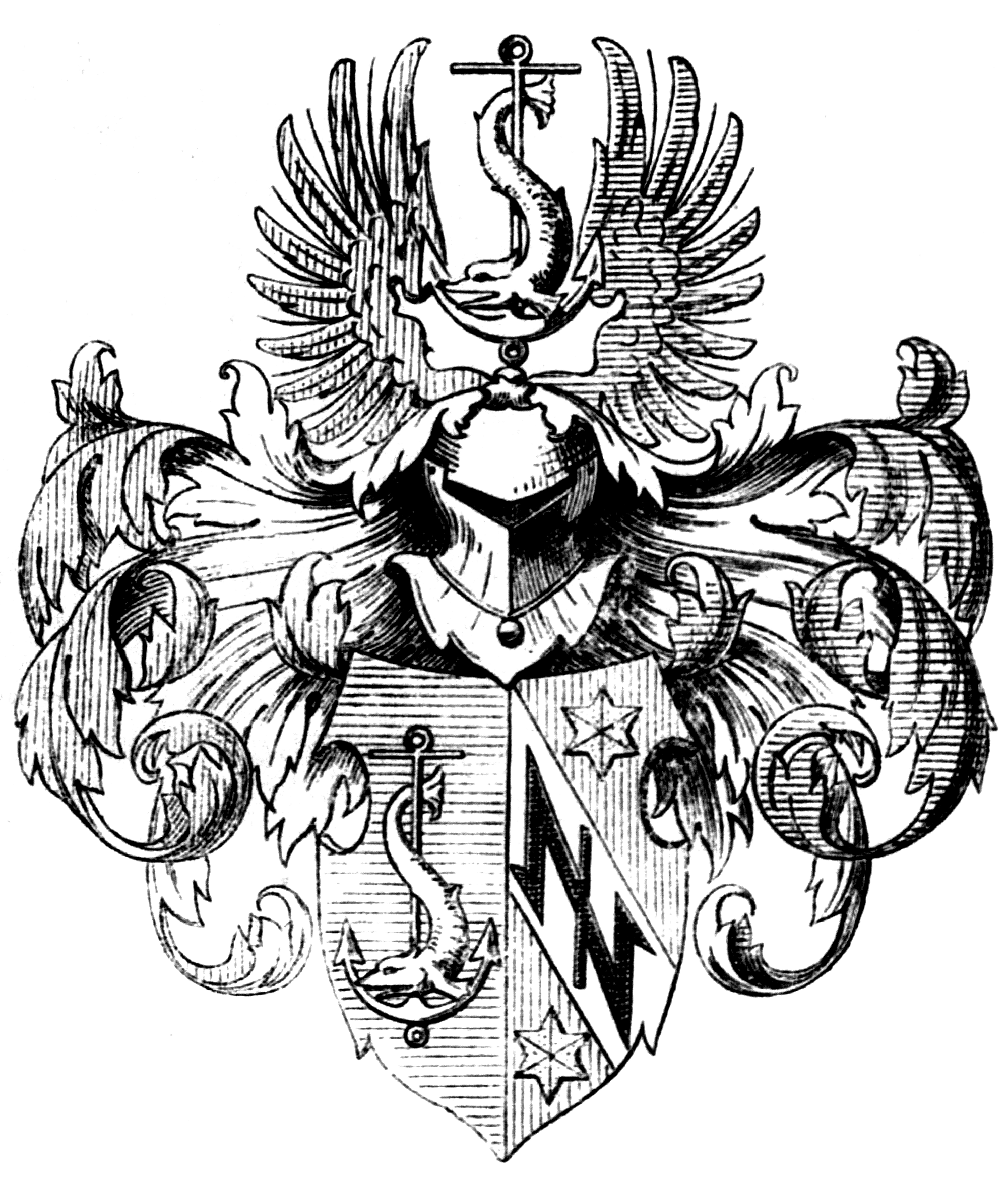
Das Wappen der Familie Gmelin in Moriz Gmelins Stammbaum der Familie Gmelin

Die Gmelin sind eine aus Schwaben stammende Familie, deren Ursprünge bis zum Beginn des 16. Jhd. belegt sind. Aus der weit verzweigten Familie gingen seit dem 16. Jh. u. a. bedeutende Geisteswissenschaftler, Theologen, Naturforscher und Naturwissenschaftler hervor. Die geisteswissenschaftliche Lebendigkeit hat sich bis heute in der Familie Gmelin erhalten.
Ein Urahn bzw. Stammvater der Familie Gmelin, durch den die Familiensaga verifiziert werden könnte, konnte noch nicht eruiert werden.
Ein Zweig der noch heute lebenden Familie Gmelin wurde in den erblichen Adelsstand erhoben.

## Familiensaga und Herkunft
Eine Familiensaga berichtet, um 1350 sei ein Urbanus Lentulus aus Rom seines Glaubens wegen vertrieben worden und habe sich in Kirchheim unter Teck als einfacher Hirte niedergelassen. Michael Gmelin sei sein Urenkel. Von dieser Saga existieren mehrere Versionen, so wird behauptet, er sei ursprünglich Ritter oder Bischof gewesen. Die Saga ist in der Wissenschaft umstritten, unter anderem taucht ein Urbanus Lentulus in keiner Urkunde auf.
Der Hintergrund der Saga ist, dass eine Verbindung zum bekannten römischen Geschlecht Lentulus hergestellt werden sollte. Moriz Gmelin deutete die Wandlung vom Bischof zum Hirten so, dass der Grund der Saga im streng religiösen Bewusstsein der Familie zu suchen sei und außerdem von Konflikten gegenüber dem Papsttum zeuge. Urbanus Lentulus soll seinen Namen eingedeutscht haben – übersetzt zu gemächlich. Dieser Begriff entwickelte sich dann über gemächlin, gemächlin, gemählin und gmehlin zu gmelin. Tatsächlich jedoch leitete sich der Name der römischen Familie von lens (lateinisch: Linse) ab, was auf den erfolgreichen Linsenanbau der Familie anspielte.
Otto Brauß hingegen vermutet den genau umgekehrten Prozess: Aus dem Namen Gmelin soll sich Lentulus entwickelt haben. Als Beweis dafür führt er an, dass Wilhelm Gmelin – der Sohn Michaels – am 22. Mai 1559 an der Universität Tübingen als Wilhelm Gmelin eingetragen wurde, in weiteren urkundlichen Erwähnungen vom 19. Mai 1559, vom 26. August 1560 und vom 17. Februar 1563 nennt er sich hingegen Lentulus. Dies ist eine Verkleinerungsform von lentus, was etwa ruhig oder gemächlich bedeutet. Ferner fand Brauß Urkunden aus dem 13. bis 15. Jahrhundert, in denen bereits Träger eines ähnlichen Namens auftauchen, womit er beweist, dass schon vor Urbanus Lentulus Träger des Namens Gmelin existierten. Auch J. K. Brechenmacher sowie Moriz Gmelin waren der Meinung, dass sich aus Gmelin lentulus entwickelt hat und nicht umgekehrt.
Über den Ursprung der Saga weiß Moriz Gmelin in seinem Stammbaum der Familie nicht zu berichten. Er bemerkte jedoch, dass die Saga allen Familienlinien bekannt war, auch jenen, die sich von der eigentlichen Familie Gmelin abgeschnitten hatten. Was die Authentizität der Existenz Urbanus Lentulus betrifft, ist er zu dem Ergebnis gekommen, dass es gegen Mitte des 13. Jahrhunderts keinen Bischof dieses Namens gab, wenigstens wird er in keinem Kirchenbuch aufgezählt. Er sieht in Lentulus zwar einen Geistlichen, doch auf einem niederen Range als dem eines Bischofs, wahrscheinlich sei Laie. Im 14. Jahrhundert wurden tatsächlich römische Adelsgeschlechter verbannt, doch ob das Geschlecht der Lentulus noch im Mittelalter existierte, war Moriz Gmelin nicht bekannt. Andererseits ist eine württembergische Familie namens Lentilius nachweisbar und auch darüber hinaus sah Gmelin in manchen Einträgen in Kirchenbüchern Zusammenhänge mit der Familie Gmelin und einer Familie Lentulus.
Fest stand für Gmelin, dass die Herkunft der Familie tatsächlich außerhalb Deutschlands war, wie auch die Saga versucht, zu übermitteln. Als Beweis dafür sieht er unter anderem an, dass man die Gesichts-, speziell die Nasenform einiger Familienmitglieder für charakteristisch für die Familie hielt. Auch weitere Historiker haben sich mit dieser Frage beschäftigt. Besonders wahrscheinlich sei eine Abstammung aus Tschechien, da der Begriff chmel, der übersetzt Hopfen bedeutet, auch in Österreich als Familienname verwendet wurde und die Diminutivform Gmelin lautet. Demgegenüber führt er aber auf, dass er zur Zeit des 14. Jahrhunderts keine Einwanderung ausländischer Familien in Kirchheim unter Teck durch die Kirchenbücher nachweisen kann. Wie ein Tscheche nach Deutschland kam, war für Gmelin dann die nächste Frage. Zunächst vermutete er, die Familie könnte durch einen deutschen Herzog nach Deutschland gekommen sein, da Handel zwischen mehreren deutschen Herzögen und Österreich bestand.
Bei seiner Recherche zum Wappen der Familie stieß Gmelin auf das Wappen eines Vitalis Gmelich, der um 1562 auftaucht und angeblich in Rom gelebt hat. Sein Wappen weist große Ähnlichkeiten mit dem der Gmelin auf. Zeitlich gesehen könne dieser ein Bruder Michael Gmelins gewesen sein, jedoch lässt sich ein Zusammenhang mit der Familie Gmelin nicht sicher beweisen. Dass dieser aus Rom stammen soll, ist parallel zur Saga über die Herkunft der Familie Gmelin. Andererseits vermutet er, der Eintrag in Rom in Siebmachers Wappenbuch beim Wappen zu Vitalis Gmelich könnte auf ein Missverständnis zurückzuführen sein, dass dieser Vitalis auch nur angeblich aus Rom stammt, womit seine Herkunftssage mit der der Gmelin übereinstimmen würde. Weitere Nachforschungen über Vitalis Gmelich hätten die Forschungen über die wahre Herkunft der Gmelin vorantreiben können, so Gmelin, doch war ihm Vitalis Gmelich erst aufgefallen, als der Abschnitt über die Herkunft der Gmelin in seinem Werk bereits gedruckt war.

## Verzweigung

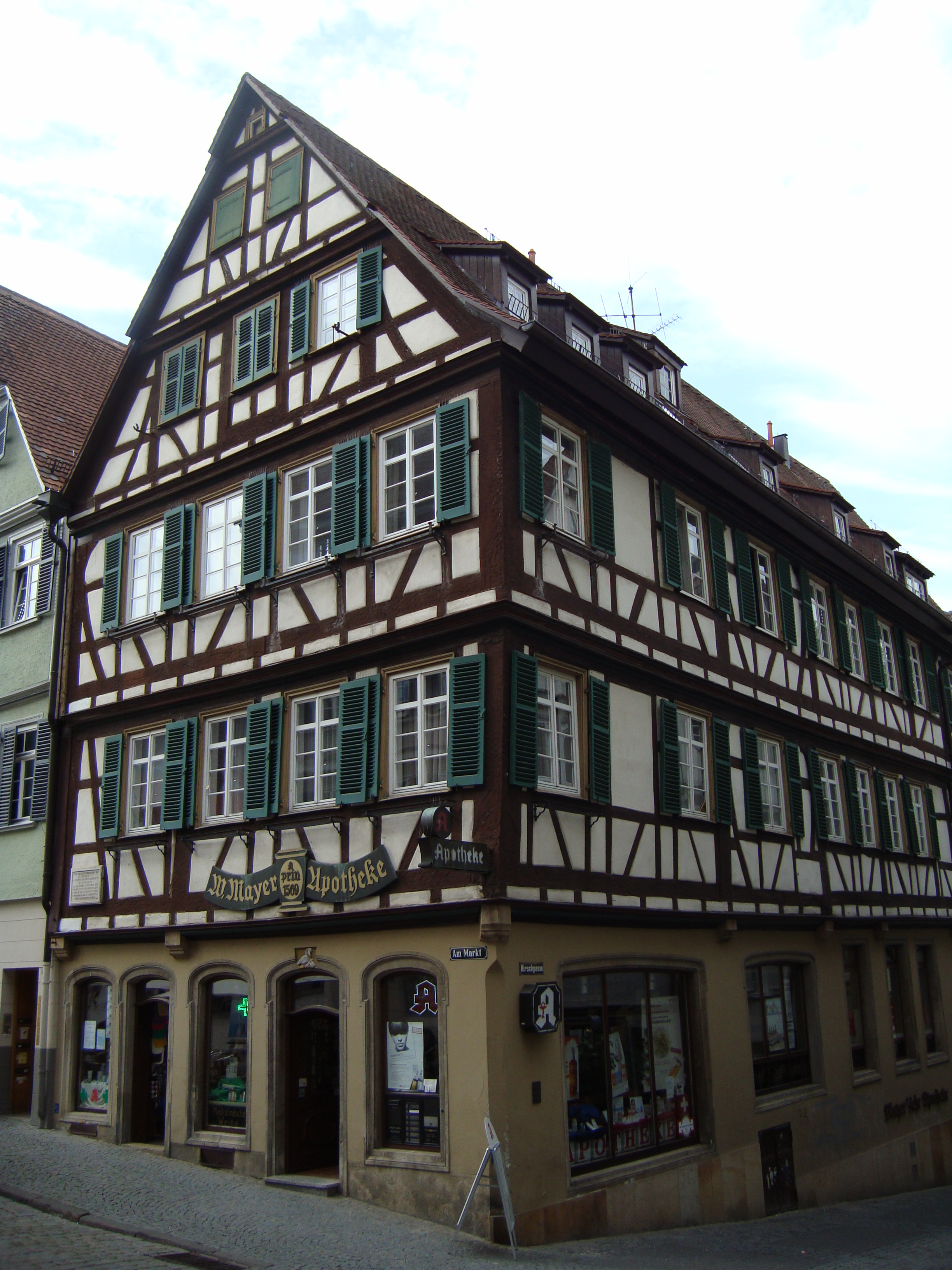
Stammhaus der Familie Gmelin in Tübingen

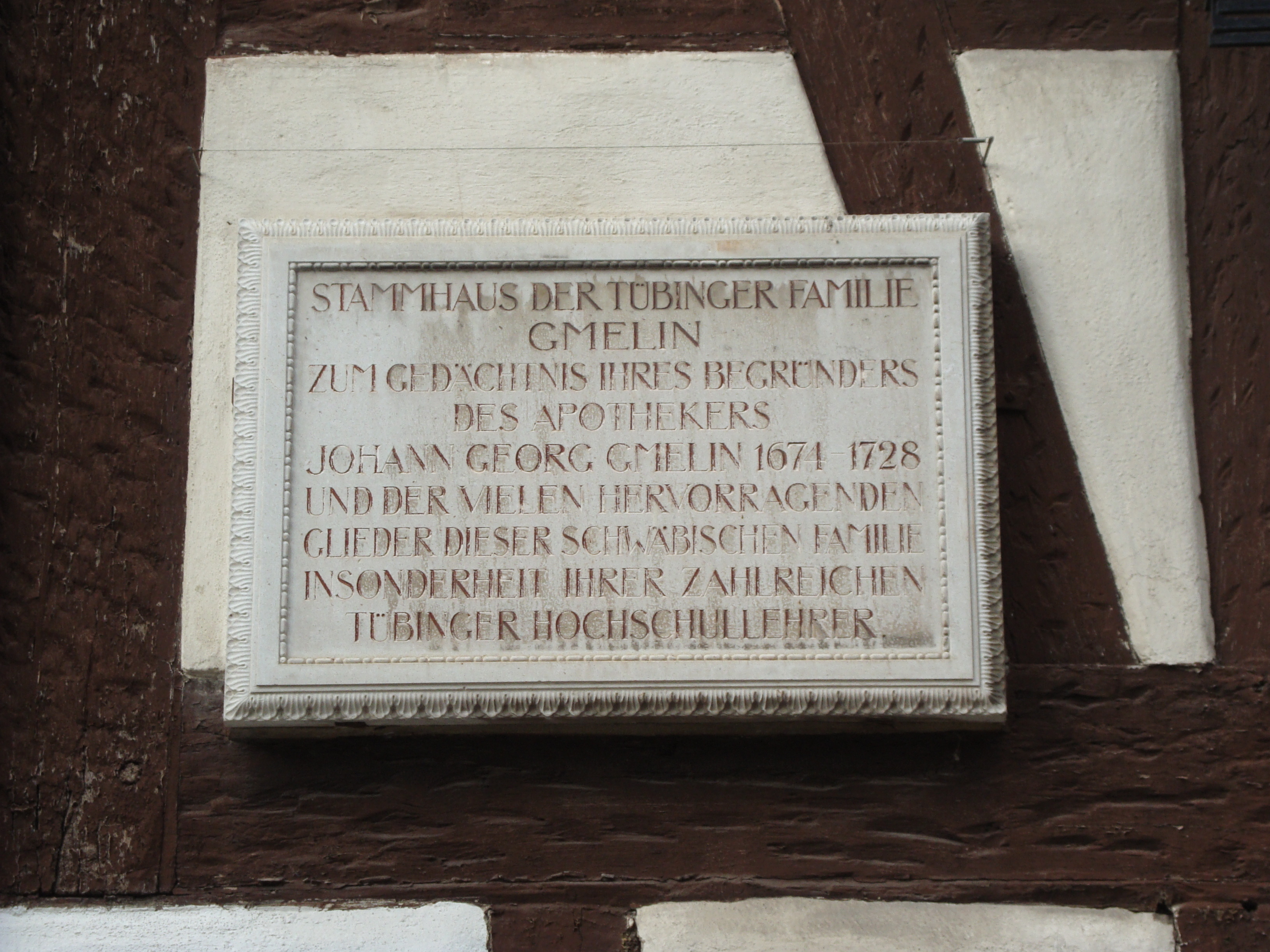
Gedenktafel am Tübinger Gmelin-Haus

Laut unter anderem Moriz Gmelin gehören die Gmelin zu den am weitesten verzweigten süddeutschen Familien. Die Abstammung der einzelnen Zweige vom Stammvater Michael Gmelin in Weilheim an der Teck († 1576) kann bis auf zwei Fälle nachgewiesen werden. Laut älteren Stammbäumen war der Pfarrer Wilhelm Gmelin (1541–1612) in Gärtringen der einzige Sohn Michaels, der Kinder bekam. Die Heidelsheim-Sinsheimer Linie, die Oberbadische, die Stuttgarter, die Heilbronner sowie die Tübinger Linie stammen urkundlich nachweisbar von Pfarrer Wilhelm Gmelin in Gärtringen und seiner Ehefrau Magdalena Rieger aus Cannstatt ab. Außerdem gibt es die Neckargartacher und die Göppinger Linien, deren Abstammung von Wilhelm zwar sehr wahrscheinlich ist, aber nicht mehr nachzuweisen ist. Die größeren Linien teilen sich in kleinere Linien auf beziehungsweise in Unterzweige.

## Wappen
Laut Siebmachers Wappenbuch war der erste Träger des Gmelinschen Wappens der Apothekers Johann Georg Gmelin (1674–1728). Das Wappen wird als geteilter Schild beschrieben, links mit einem Anker, um den sich ein Delfin windet. Rechts ist ein Monogramm mit einem Schrägbalken zu sehen, daneben zwei Sterne. Ferner wird angemerkt, die originalen Farben seien unbekannt.
Das Motiv des Ankers und Delfins illustriert als Redendes Wappen die Namensherleitung von „gemächlich“. Es entspricht der emblematischen Umsetzung des geflügelten Wortes „Eile mit Weile“ (Σπεῦδε βραδέως).
In Moriz Gmelins Stammbaum der Familie Gmelin von 1877 befindet sich auf der Titelseite sowie im Umschlag eine Variante des Wappens. Über die Herkunft, das Alter und die ursprüngliche Form ist er sich nicht im Klaren. Die Form, in der er das Wappen abgedruckt hat, mag nach seinen Vermutungen aus dem 17. Jahrhundert stammen. Außerdem urteilt er, das Wappen bei Siebmacher sei nicht gut gelungen, da unter anderem der Delphin eher wie ein lateinisches s aussehe. Auch Gmelin beschreibt das Wappen als geteilten Schild mit Anker und Delphin sowie Schrägbalken mit Hausmarke, einem z ähnelnd, von zwei Sternen begleitet. Das Kleinod stellt wieder einen Delphin dar, der sich um einen Anker windet, sowie einen offenen Pflug. Durch die Wiederholung werden die Bildobjekte Anker und Delphin laut Gmelin noch einmal zentral in den Vordergrund gerückt. Dieses Hauptwappenbild scheine allerdings auch älter zu sein als der Rest des Wappens wie beispielsweise der Schrägbalken; so findet sich ein aus Anker und Delphin bestehendes Wappen bei einem Vitalis Gmelich 1562 in Rom.
Die Farben seien ferner nicht genau bekannt, es gebe keine Übereinstimmung. Gmelins Ansicht nach ist folgende Farbgebung die korrekte: Eisener Anker mit silbernem oder goldenem Delphin auf blauem Grund, schwarze Hausmarke auf silbernem Schrägbalken, zudem goldene Sterne und roter Grund im rechten Teil, außerdem der Pflug rechts rot und links blau.

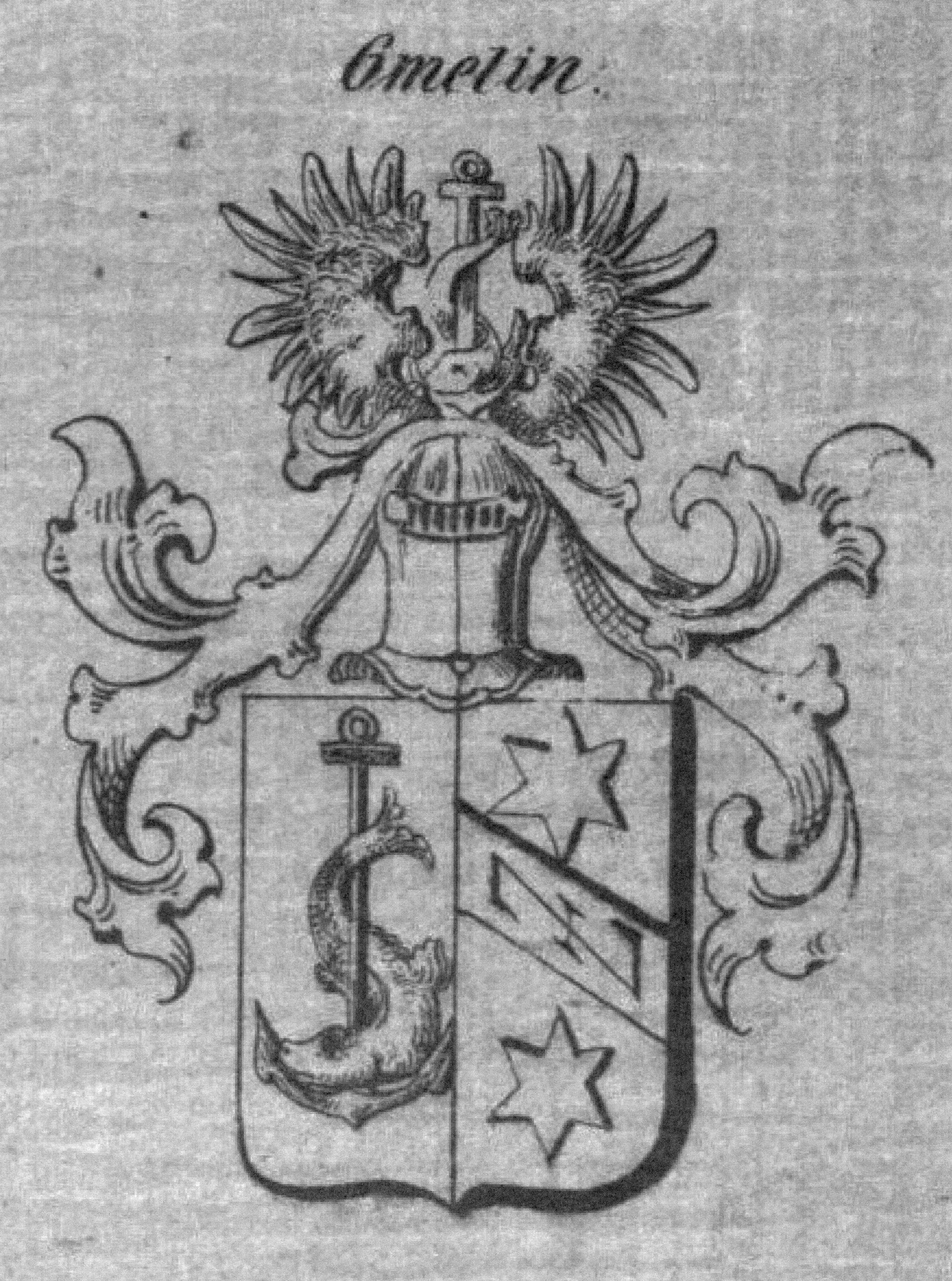
Das Wappen der Familie Gmelin in Siebmachers Wappenbuch
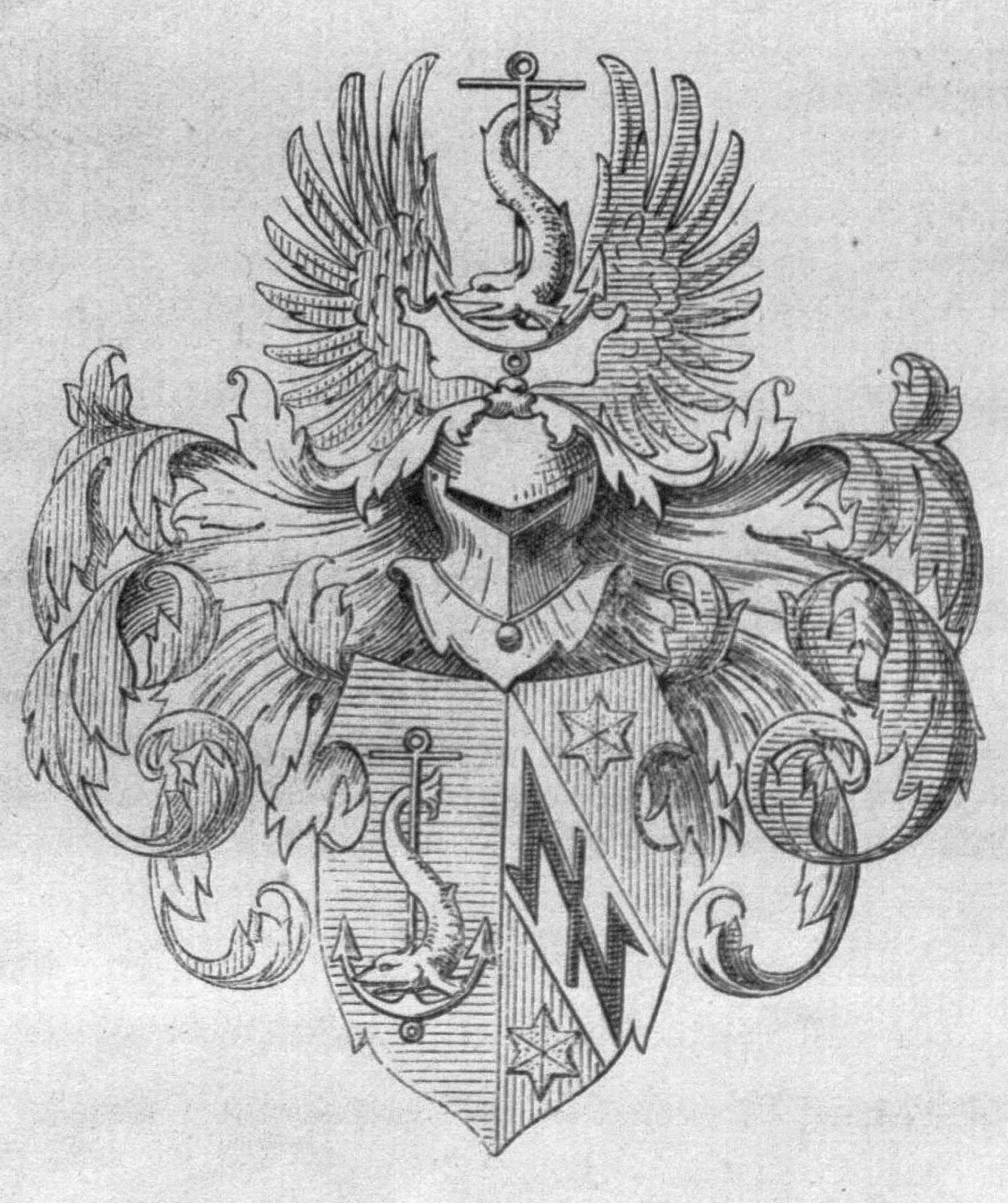
Das Wappen der Familie Gmelin in Moriz Gmelins Stammbaum der Familie Gmelin